# 유수진
유수진은 대한민국의 금융인이다.

## 작가 활동
- 《부자언니 부자특강》 (2015, ISBN 9788984074835)
- 《최고의 FP를 꿈꿔라》 (2010, 공동 집필, ISBN 9788959752126)

## 텔레비전 출연
- 2014년 tvN 《더 지니어스: 블랙 가넷》